# Дент (Минесота)
Дент (енгл. Dent) град је у америчкој савезној држави Минесота.

## Демографија
По попису из 2010. године број становника је 192, што је 0 (0,0%) становника више него 2000. године.
| Група             | 2000.        | 2010.       |
| Белци             | 192 (100,0%) | 181 (94,3%) |
| Афроамериканци    | 0 (0,0%)     | 0 (0,0%)    |
| Азијати           | 0 (0,0%)     | 0 (0,0%)    |
| Хиспаноамериканци | 0 (0,0%)     | 2 (1,0%)    |
| Укупно            | 192          | 192         |